# Xã Mill Creek, Quận Pottawatomie, Kansas
Xã Mill Creek (tiếng Anh: Mill Creek Township) là một xã thuộc quận Pottawatomie, tiểu bang Kansas, Hoa Kỳ. Năm 2010, dân số của xã này là 1.011 người.